# サンパウロ演劇音楽院
サンパウロ演劇音楽院（Conservatório Dramático Musical de São Paulo）はブラジルのサンパウロ市にある音楽と演劇を専門とする大学。1906年2月16日に設立され、3月12日から公式に開始された。1909年に現在の場所に移転し、1981年から1983年にかけて広範囲にわたって改修された。主に印象的な音楽図書館と充実した奨学金によって知られている。もっとも有名な卒業生は詩人で音楽学者のマリオ・デ・アンドラーデで、ここでピアノを学び、また教壇にも立っていた。